# Мазманьян, Александр Николаевич
Александр Николаевич Мазманьян (арм. Ալեքսանդր Նիկոլայի Մազմանյան; род. 6 октября 1951, Алма-Ата, Казахская ССР, СССР) — советский футболист, тренер, футбольный судья, Национальный судья высшей категории, спортивный функционер. В настоящее время работает директором департамента судейства и инспектирования Федерации футбола Казахстана.

## Футбольная карьера
А. Н. Мазманьян 20 лет играл в командах мастеров: «Кайрат», «Динамо» (Целиноград), «Химик» (Джамбул), «Целинник» (Целиноград) и «Жетысу».
По окончании карьеры активно участвовал в пропаганде ветеранского спорта. Серебряный призёр первенства СНГ среди ветеранов (1991, Сочи). Бронзовый призёр Всемирных игр среди ветеранов (1994, Брисбен). Чемпион Азии среди ветеранов (1998, Абу-Даби). Многократный чемпион Казахстана среди ветеранов по футболу и мини-футболу.

## Судейская карьера
А. Н. Мазманьян с 1988 по 1996 годы являлся футбольным судьей. С 1996 года работает инспектором. В 2010 году возглавил департамент инспектирования и судейства Федерации футбола Казахстана.